# Codessos
Codessos is een plaats (freguesia) in de Portugese gemeente Paços de Ferreira en telt 856 inwoners (2001).